# Панантукан
Панантукан, исто филипински бокс или прљави бокс, је један филипински стил бокса. 
Почетком 20. века западни бокс је са америчким војницима стигао на Филипине. Амерички војници су често међусобом организовали турнире бокса. Инспирисани тих борби песница, Филипинци су, са позадином сопствених борилачких вештина, развили свој специфичан стил бокса. Многи су затим покушавали бољи живот на турнирима бокса у САД и по могућности да се иселе. 
Филипински бокс се разликује од класичног бокса у томе да су дозвољене технике за ометање и варке, нпр. ударци на мишиће или технике да противник губи равнотежу.